# Niphonolea albata
Xén tóc nhỏ đục thân xoài (Danh pháp khoa học: Niphonolea albata) là một loài xét tóc nhỏ gây hại cho xoài. Ấu trùng của chúng là sâu đục thân xoài. Sâu non đục vào đầu cành làm đoạn cành này rụng lá và khô chết. Triệu chứng để nhận biết loài này là đọt xoài bị khô héo và có đường đục ở bên trong. Loài sâu này thường gây hại trên xoài tơ.

## Đặc điểm
Trưởng thành có thân mình dài khoảng 20mm, màu nâu đen. Loài này thường đẻ trứng vào đầu mùa nắng, trên các đọt vừa già, chuẩn bị ra bông hoặc lá non. Con trưởng thành dùng hàm cắn vòng chung quanh đầu cành, cách chồi khoảng 40–50 mm rồi đẻ trứng vào đó. Ấu trùng có màu trắng, đầu tròn. Sâu non nở ra đục vào phần dưới vỏ để ăn và phát triển. Thân chính và các cành lớn là đối tượng chính bị sâu cắn phá. Sâu non hoá nhộng trong một bao nằm bên trong lớp vỏ cây.

## Gây hại
Rất khó phát hiện triệu chứng gây hại của sâu đục thân, cành xoài do trong quá trình gây hại bên trong thân cây, ấu trùng không thải phân ra ngoài, thường chỉ phát hiện thấy qua các lỗ đục trên thân cành làm thân cành héo khô và có thể chết. Trong quá trình gây hại, ấu trùng đục những đường hầm bên trong thân và cành cây. Trong quá trình ăn phá ấu trùng đục những đường hầm trong thân cây và cành cây. Độ lớn của đường đục lớn dần theo tuổi của ấu trùng. Trong một cây có thể có nhiều con gây hại cùng một lúc, nếu mật số cao, cành và ngay cả cây cũng có thể bị chết.